# Saint-Paul (Oise)
 Saint-Paul  es una comuna y población de Francia, en la región de Picardía, departamento de Oise, en el distrito de Beauvais y cantón de Auneuil.
Está integrada en la Communauté d'agglomération du Beauvaisis.

## Demografía
| 1 039 | 1 010 | 1 091 | 1 139 | 811 | 766 | 850 | 770 | 747 | 758 | 720 | 660 | 645 | 652 | 669 | 647 | 636 | 676 | 632 | 586 | 555 | 596 | 504 | 483 | 539 | 549 | 562 | 633 | 849 | 1 034 | 1 206 | 1 423 | 1 541 |
| Para los censos de 1962 a 1999 la población legal corresponde a la población sin duplicidades (Fuente: INSEE [Consultar]) |       |       |       |     |     |     |     |     |     |     |     |     |     |     |     |     |     |     |     |     |     |     |     |     |     |     |     |     |       |       |       |       |